# صاف‌ماهی اروپایی
صاف‌ماهی اروپایی (نام علمی: Pleuronectes platessa) نام یک گونه از زیرخانواده راست‌رویان است.